# Julien Verstraeten
Julien Verstraeten (Wannegem-Lede, 24 april 1939) is een voormalig Belgisch volksvertegenwoordiger.

## Levensloop
Verstraeten was beroepshalve leraar in het rijksonderwijs.
Hij werd politiek actief voor de socialistische partij SP, in 2001 herdoopt tot sp.a. Voor de partij werd hij in oktober 1988 verkozen tot gemeenteraadslid van Oudenaarde, waar hij uitgroeide tot absoluut boegbeeld van de socialisten. Van 1989 tot 1994 was hij schepen van de stad en nadien werd hij achttien jaar lang raadslid in de oppositie. In 2012 kwam hij niet meer op bij de gemeenteraadsverkiezingen.
Van 1995 tot 1999 zetelde Verstraeten eveneens voor het arrondissement Aalst-Oudenaarde in de Kamer van volksvertegenwoordigers. Hij zetelde er in de commissie Bedrijfsleven, Wetenschapsbeleid, Onderwijs, Middenstand en Landbouw. Bij de verkiezingen van juni 1999 raakte hij niet herkozen.